# Općina Puconci
Općina Puconci (slo.:Občina Puconci) je općina u sjeveroistočnoj Sloveniji u pokrajini Prekomurje i statističkoj regiji Pomurje. Središte općine je naselje Puconci sa 650 stanovnika.

## Zemljopis
Općina Puconci nalazi se u sjeveroistočnom dijelu Slovenije. 
Općina se prostire u središnjem dijelu pokrajine Prekomurje, na mjestu gdje ravničarski i poljoprivredni kraj prelazi u pobrđe Goričko na sjeveru.
U općini vlada umjereno kontinentalna klima.
U općini postoji samo manji vodotoci lokalnog značaja, svi u slivu rijeke Mure.

## Naselja u općini
Beznovci, Bodonci, Bokrači, Brezovci, Dankovci, Dolina, Gorica, Kuštanovci, Lemerje, Mačkovci, Moščanci, Otovci, Pečarovci, Poznanovci, Predanovci, Prosečka vas, Puconci, Puževci, Strukovci, Šalamenci, Vadarci, Vaneča, Zenkovci

## Vanjske poveznice
- Službena stranica općine